# Seedorf (Nedersaksen)
Seedorf is een gemeente in het Landkreis Rotenburg (Wümme) in Duitsland tussen Zeven en Bremervörde op 90 km van de Noordzee. De gemeente Seedorf ligt in de samtgemeente Samtgemeinde Selsingen en telt 993 inwoners.
Tot Seedorf behoort het dorpje Godenstedt.
Dichtbij Seedorf ligt een vliegveldje, hoofdzakelijk bedoeld voor de zweefvliegsport. Het draagt de naam Flugplatz Seedorf, wordt door een Nederlandse hobby-vliegclub onderhouden en heeft één 450 meter lange en 30 meter brede grasbaan. De ICAO-code	van het veld luidt EDXS en het is gelegen op de coördinaten: 53° 20′ 2″ noorderbreedte, en 9° 15′ 31″ oosterlengte. Het ligt op 22 meter hoogte boven zeeniveau.
In het begin van de 20e eeuw was er in de gemeente bij Godenstedt een grote mergelgroeve. De mergel werd gebruikt als meststof in de landbouw. In de mergelgroeve is later, in de jaren dertig, een fossiel bot van een wolharige mammoet uit het Pleistoceen gevonden. Om deze reden is een afbeelding van zo'n mammoet ook in het dorpswapen aanwezig.
Van 1963 tot 2006 lag hier de Nederlandse legerplaats Seedorf, thuishaven van de 41 Gemechaniseerde Brigade (41 Mechbrig). Zaterdag 1 augustus 2006 werd dit legeronderdeel opgeheven en werd de legerplaats overgedragen aan Duitsland. Tegenwoordig dient de kazerne voor Duitse parachutisten van de Bundeswehr. De kazerne vormt de grootste werkgeefster in de gehele samtgemeinde Selsingen.